# Микешин, Георгий Владимирович
Георгий Владимирович Микешин (1911—1965) — советский ботанико-географ, флорист-систематик, кандидат биологических наук.

## Биография
В 1932 году окончил биологический факультет МГУ. С 1933 и по 1939 год работал во ВНИИ каучука и гуттаперчи.
В 1939 году окончил аспирантуру при кафедре геоботаники МГУ. С 1939 сотрудник Главного ботанического сада АН СССР (ГБС).
В 1941 году защитил кандидатскую диссертацию на тему «Заросли тау-сагыза как элемент растительности Сырдарьинского Кара-Тау».
В 1950 году назначен научным руководителем Отдела тропических растений ГБС.

## Избранные труды
- Микешин Г. В. К динамике высотных растительных поясов Западного Тянь-Шаня // Бюлл. МОИП, отд. биол. — 1948. — Т. 53, вып. 3. — С. 45—53.
- Микешин Г. В. Теория и методы акклиматизации растений // Тр. БИН. Сер. 6. — 1957. — Вып. 5. — С. 151—153.
- Микешин Г. В. Интродукционные фонды юга Китая // Интродукционные фонды Юго-Восточной Азии. — М.: Наука, 1972. — С. 15—187.

Автор части ботанических статей второго издания БСЭ: тома 2, 32, 34, 36, 37, 38, 41, 44, 49 (1950—1956).

## Растения, названные именем Г. В. Микешина
- Acantholimon mikeschinii Lincz. (1952)
- Acanthophyllum mikeschinianum Yukhan. & Kuvaev (1976)
- Pyrethrum mikeschinii Tzvelev (1961)
- Saussurea mikeschinii Iljin (1938)